# Bitva u Vella Lavella
Bitva u Vella Lavella byla jednou z námořních bitev druhé světové války v Pacifiku mezi japonským a americkým námořnictvem. Odehrála se v noci 6.–7. října 1943 u ostrova Vella Lavella v Šalomounových ostrovech.
Po ztrátě základny Munda a porážce v bitvě v zálivu Vella se Japonské velení rozhodlo o stažení svých jednotek ze středních Šalomounů. Po opuštění Kolombangary zůstaly Japoncům ve středních Šalomounech pouze dvě posádky a to na ostrově Choiseul a Vella Lavella. Evakuací posádky na ostrově Vella Lavella byl pověřen Tokijský expres pod velením kontradmirála Macudži Idžúina složený z torpédoborců Akigumo, Isokaze, Kazagumo, Samidare, Šigure a Júgumo a dalších 24 malých plavidel, které eskortovaly torpédoborce Fumizuki, Macukaze a Júnagi.
Proti tomuto tokijskému expresu byly vyslány dvě skupiny torpédoborců. První pod velením námořního kapitána Walkera ve složená z torpédoborců USS Selfridge, USS Chevalier a USS O'Bannon a druhá pod velením námořního kapitána H. O. Larsona složená z torpédoborců USS Ralph Talbot, USS Taylor a USS La Vallette. Walkerowa skupina narazila na Japonce ve 23:00. Po vzájemném torpédovém útoku byly zasaženy torpédoborce Júgumo a Chevalier. Do neovladatelného Chevalieru narazil O'Bannon. Druhá vlna japonských torpéd zasáhla torpédoborec Selfridge a vážně ho poškodila.
Oba torpédoborce zasažené na začátku bitvy se potopily. Júgumo téměř okamžitě a Chevalier ve tři hodiny ráno. Japoncům se úspěšně povedlo dokončit evakuaci posledních 600 mužů ze středních Šalomounů. Tři měsíce trvající boje v této oblasti skončily. Japonci za tuto dobu ztratili 16 lodí a Američané 6 lodí.